# Gerson (ruisseau)
Pour les articles homonymes, voir Gerson.
Le Gerson est un ruisseau français du département des Deux-Sèvres, affluent rive droite du Thouet et sous-affluent de la Loire.

## Géographie
Le Gerson prend sa source à près de 250 mètres d'altitude sur la commune de Saint-Martin-du-Fouilloux, près du lieu-dit le Grand Fouilloux.
Il rejoint le Thouet en rive droite près du lieu-dit la Barangerie en limite des communes de Parthenay et La Peyratte, vers 115 mètres d'altitude.
Long de 12,2 km, le Gerson a un affluent répertorié, le ruisseau de l'Étang de la Roulière en rive gauche.

## Communes et cantons traversés
À l'intérieur du département des Deux-Sèvres, le Gerson arrose cinq communes réparties sur trois cantons :
- Canton de Ménigoute
  - Saint-Martin-du-Fouilloux (source)
- Canton de Parthenay
  - La Chapelle-Bertrand
  - Pompaire
  - Parthenay (confluence avec le Thouet)
- Canton de Thénezay
  - La Peyratte (confluence avec le Thouet)